# Teenage Cocktail
Teenage Cocktail es una película paula  estadounidense de 2016 escrita y dirigida por John Carchietta y protagonizada por Nichole Bloom, Fabianne Therese y Michelle Borth. La cinta se estrenó en el festival South by Southwest el 12 de marzo de 2016. Al poco tiempo de su estreno, Netflix adquirió sus derechos de distribución y la incluyó en su plataforma en enero de 2017.

## Sinopsis
Annie (Nichole Bloom) y Jules (Fabianne Therese) se sienten aisladas en su pequeño pueblo por sus padres y compañeros de escuela, por lo que deciden escapar de todo y dedicarse a un fructífero pero peligroso negocio.

## Reparto
- Nichole Bloom como Annie Fenton.
- Fabianne Therese como Jules Rae.
- Michelle Borth como Lynn Fenton.
- Pat Healy como Frank.
- A. J. Bowen como Joseph Damone.
- Joshua Leonard como Tom Fenton.
- Zak Henri como Scott.
- Lou Wegner como Alex.
- River Alexander como Nick Fenton.
- Laura Corelli como Maria.
- Issac Salzman como Eddie.

## Producción
Nichole Bloom y Fabianne Therese no realizaron audiciones para participar en la grabación de la película. En cambio, tuvieron algunas reuniones para discutir el guion con el director John Carchietta, que no confiaba en los métodos de casting tradicionales.